# Кевлин
Кевлин (англ. Ceawlin; погиб в 593) — король гевиссов (Уэссекса) в 560—591/592 годах. Беда Достопочтенный, а также «Англосаксонская хроника» называют его вторым по счёту бретвальдой — правителем, обладавший верховной властью над англосаксами в королевствах к югу от Хамбера. Был свергнут с престола и изгнан из Уэссекса, в результате чего трон перешёл к его племяннику Кеолу.

## Биография
Кевлин, сын Кинрика, впервые упоминается в хрониках в 556 году, когда вместе с отцом он участвовал в разгроме бриттов при Беранбурге. Унаследовав престол Уэссекса в 560 году, Кевлин не только продолжил войны с бриттами, но и стал утверждать превосходство западных саксов над соседними саксонскими племенами. «Англосаксонская хроника» называет его вторым после Эллы носителем титула «бретвальды». Однако постоянное упоминание рядом с Кевлином других исторических персонажей свидетельствует скорее об обратном: Уэссекс тогда ещё не оформился в централизованное государство, а Кевлин был лишь одним из многих вождей западных саксов, не способный вершить большие дела в одиночку.
В 568 году на Уэссекс напал король Кента, но был разбит при Виббандуне и отступил обратно в свои владения. В 577 году Кевлин победил бриттов в битве при Деорхаме, захватил три крепости (Кайр-Бадан, Кайр-Глоуи и Кайр-Кери) и, таким образом, отрезал Корнуолл от Уэльса. В 584 году Кевлин одержал победу над бриттами при Фетанлеге. Его брат Кута в этом сражении погиб, а сам Кевлин разграбил много городов бриттов и вернулся домой с богатой добычей.
В 591 или 592 году Кевлин потерпел первое поражение в своей жизни в сражении при Воддесберге и был изгнан из своего королевства. Неизвестно, кто был его победителем. Предполагается, что здесь отличился его племянник Кеолл. Это поражение означало конец эпохи Кевлина. В следующем году он погиб.